# Gare de Tantonville
La gare de Tantonville est une gare ferroviaire française, fermée, de la ligne de Jarville-la-Malgrange à Mirecourt située sur le territoire de la commune de Tantonville dans le département de Meurthe-et-Moselle, en région Grand Est.

## Situation ferroviaire
Établie à 285 mètres d'altitude, la gare de Tantonville est située au point kilométrique (PK) 30,021 de la ligne de Jarville-la-Malgrange à Mirecourt, entre les gares, également fermées, de Ceintrey, s'intercale la halte fermée de  Clérey - Omelmont, et de Vézelise.

## Histoire
Le 18 décembre 2016, la gare de Tantonville est fermée au service des voyageurs du fait de la suspension de ce service, entre Pont-Saint-Vincent et Vittel. La raison invoquée, par la SNCF : « des soucis de vétusté de la ligne avec des travaux colossaux à réaliser sur les voies. Une réhabilitation évaluée à cent millions d'euros ».

## Service des voyageurs
Halte fermée, le trafic voyageurs est suspendu depuis décembre 2016.

### Patrimoine ferroviaire
L'ancien bâtiment de la gare.